# Whisper (aplicativo)
Whisper é um software proprietário, com aplicativo móvel no Android e iOS. É uma forma de mídia social anônima , permitindo que os usuários publiquem e compartilhem mensagens de foto e vídeo anonimamente,  embora essa alegação tenha sido contestada por preocupações de privacidade sobre o manuseio de dados do usuário pelo Whisper.
As postagens, chamadas "whispers", consistem em texto sobreposto a uma imagem, e as imagens de plano de fundo são recuperadas automaticamente do próprio mecanismo de pesquisa do Whisper ou carregadas pelo usuário.

## Serviço
Com premissa de interação social, com Whisper você poderá entrar em contato com outros usuários por meio de recursos como favoritar mensagens e respondê-las através de "whispers" ou chat, que manterão seu anonimato. Essa pode ser a chance para você ter resposta para aquela dúvida, ou simplesmente se divertir muito com o que as pessoas têm a dizer quando não precisam ser identificadas.
Whisper permite que os usuários criem e postem mensagens breves, que aparecem diante de fotos e vídeos, sem compartilhar suas identidades. Outros interessados em tópicos similares reagem com suas próprias respostas e imagens sem identificação, criando uma história visual que pode viralizar em sites como Facebook.

## Recursos
Não há seguidores, amigos ou perfis. O aplicativo usa a localização das pessoas e permite que os usuários adicionem uma escola ou grupo, mas não pede fotos ou endereços de email. Os usuários não podem usar a função de pesquisa para procurar outros usuários. A principal maneira de se comunicar com alguém no Whisper é respondendo aos seus Whispers. Isso pode ser feito enviando seu próprio Whisper ou através da função de bate-papo. Note-se que é muito mais difícil manter seu anonimato por meio da função de bate-papo ou de mensagens privadas.

## Conceito
O aplicativo pretende promover o anonimato online , e o desenvolvedor afirma que isso irá impedir e combater o cyberbullying. Em outubro de 2015, a Whisper anunciou uma parceria com o Ad Council na campanha anti-bullying "Eu sou uma testemunha", juntamente com outras empresas de tecnologia, incluindo Facebook, Twitter e Snapchat, e em março de 2016, Whisper anunciou uma parceria com a Liga Anti-Difamação de Melhores Práticas para Respondendo a ódio online.
Alega-se que o anonimato do serviço tenha promovido uma rede de suporte onde a preocupação e o cuidado entre os usuários se desenvolveram: de acordo com Mashable, "a equipe ouve regularmente dos usuários que a comunidade da rede os ajudou a interromper comportamentos de auto-agressão".
Outra premissa por trás do serviço era contrariar a "vaidade" auto-engrandecedora "ego melhor possível", postada no Facebook, e como um antídoto para o fenômeno de " compartilhar demais" e "muita informação" que os jovens os usuários participam online.

## História
A empresa, WhisperText LLC, é liderada pelo CEO Michael Heyward, está sediada no centro de tecnologia de Veneza em Los Angeles, Califórnia , agora conhecida como "Silicon Beach" e a empresa possui escritórios em New York City também.
A WhisperText LLC recebeu sua primeira rodada de financiamento de capital de risco da Lightspeed Venture Partners por US$ 3 milhões em abril de 2013  e, em seguida, uma segunda rodada de financiamento da Sequoia Capital, Trinity Capital, Krum Capital e Lightspeed por US$ 21 milhões em setembro de 2013.  PitchBook , uma empresa de equity e venture capital privado de pesquisa independente, previsto em novembro de 2013 que Whisper é um dos mais prováveis IPOs plataforma social, com uma avaliação pre-money de $ 85 milhões.